# WandaVízió
A WandaVízió (eredeti cím: WandaVision) 2021-es amerikai szuperhős sorozat, amelyet Jac Schaeffer készített a Disney+ számára. A zenéjét Christophe Beck szerezte. Az élőszereplős játékfilmsorozat producerei Kevin Feige, Louis D'Esposito, Victoria Alonso, Matt Shakman és Jac Schaeffer. A főszerepekben Elizabeth Olsen, Paul Bettany, Debra Jo Rupp, Fred Melamed, Kathryn Hahn, Teyonah Parris, Kat Dennings és Randall Park láthatók. A websorozat a Marvel Studios gyártásában készült, a Disney Platform Distribution forgalmazásában jelent meg. A sorozat 2021. január 15-én indult el Amerikában. Magyarországon 2022. június 14-én jelent meg a szinkronizált változat. 
A Marvel-moziuniverzum (MCU) negyedik fázisának első alkotása.
A sorozat a Bosszúállók: Végjáték után játszódik.

## Cselekmény
Wanda Maximoff és Vízió egy csendes kisvárosban, Westviewben laknak és megpróbálják eltitkolni az erejüket a szomszédok elől. Wanda és Vízió emlékei hiányosak azt se tudják, hogy kerültek a városba. Az idő folyamán rájönnek, hogy semmi sem az aminek látszik.

## Szereplők

### Főszereplők
| Szereplő                            | Színész                                     | Magyar hang                                | Leírás |
| ----------------------------------- | ------------------------------------------- | ------------------------------------------ | --- |
| Wanda Maximoff / Skarlát Boszorkány | Elizabeth Olsen Michaela Russell (fiatalon) | Szilágyi Csenge Hegedűs Johanna (fiatalon) | A Bosszúállók tagja, aki hipnózisra és telekinézisre tett szert. Később kiderűl, hogy már képességekkel született.                                                                           |
| Vízió                               | Paul Bettany                                | Czvetkó Sándor                             | Egy android és egykori Bosszúálló, akit a J.A.R.V.I.S nevű mesterséges intelligencia és az Elmekő felhasználásával hoztak létre. Thanos elveszi tőle az Elmekövet, ezzel elpusztítva Víziót. |
| Sharon Davis                        | Debra Jo Rupp                               | Halász Aranka                              | Wanda és Vízió szomszédja, Todd felesége, aki Mrs. Hart szerepét játszotta a WandaVízió című szitkomban.                                                                                     |
| Todd Davis                          | Fred Melamed                                | Dunai Tamás                                | Wanda és Vízió szomszédja, Vízió főnöke, aki Arthur Hart szerepét játszotta a WandaVízió című szitkomban.                                                                                    |
| Agatha Harkness                     | Kathryn Hahn                                | Bertalan Ágnes                             | Agnesként mutatkozik be, mint Wanda és Vízió kiváncsiskodó, pletykás szomszédasszonya. Valójában egy többszáz éves boszorkány, aki Wanda erejét akarja megszerezni.                          |
| Monica Rambeau                      | Teyonah Parris                              | Szabó Emília                               | Maria Rambeau lánya és a S.W.O.R.D. ügynöke. Wanda és Vízió szomszédja, aki Geraldine néven mutatkozik be nekik.                                                                             |
| Jimmy Woo                           | Randall Park                                | Szabó Máté                                 | FBI-ügynök, a S.W.O.R.D. dolgozóinak segít Westview rejtélyét megoldani. |
| Darcy Lewis                         | Kat Dennings                                | Csifó Dorina                               | Asztrofizikus, korábban Jane Forster asszintense volt. A S.W.O.R.D. dolgozóinak, segít Westview rejtélyét megoldani.                                                                         |
| Ralph Bohner                        | Evan Peters                                 | Gacsal Ádám                                | Agatha irányítása alatt álló Westview-i lakos, aki Pietroként jelenik meg. Wanda valódi testvére meghalt Szokóviában, amikor Ultront próbálták elpusztítani.                                 |

### Mellékszereplők
| Szereplő         | Színész                                               | Magyar hang          | Leírás                                                                                                |
| ---------------- | ----------------------------------------------------- | -------------------- | --- |
| Abilash Tandon   | Asif Ali                                              | Molnár Levente       | Vízió munkatársa, aki Norm szerepét játszotta a WandaVízió című szitkomban.                           |
| Harold Proctor   | David Lengel                                          | Karácsonyi Zoltán    | Sarah férje, aki Phil Jones szerepét játszotta a WandaVízió című szitkomban.                          |
| Dennis           | Amos Glick                                            | Hannus Zoltán        | Postás.                                                                                               |
| Férfi            | Ithamar Enriquez                                      | Lippai László        | Férfi, aki a reklámokban szerepel.                                                                    |
| Sarah Proctor    | Emma Caulfield                                        | Zakariás Éva         | Szkeptikus anyuka, Harold felesége, aki Dottie Jones szerepét játszotta a WandaVízió című szitkomban. |
| John Collins.    | David Payton                                          | Bognár Tamás         | Wanda és Vízió szomszédja, aki Herb szerepét játszotta a WandaVízió című szitkomban.                  |
| Tyler Hayward    | Josh Stamberg                                         | Sztarenki Pál        | A S.W.O.R.D. megbízott igazgatója.                                                                    |
| Monti            | Alan Heckner                                          |                      | S.W.O.R.D. ügynökök.                                                                                  |
| Rodriguez        | Selena Anduze                                         | Hábermann Lívia      | S.W.O.R.D. ügynökök.                                                                                  |
| Tommy            | Gavin Borders (5 évesen) Jett Klyne (10 évesen)       | Kelemen Noel         | Wanda és Vízió gyerekei.                                                                              |
| Billy            | Baylen Bielitz (5 évesen) Julian Hilliard (10 évesen) | Gáll Dávid           | Wanda és Vízió gyerekei.                                                                              |
| Isabel Matsueida | Jolene Purdy                                          | Sági Tímea           | Wanda és Vízió szomszédja, aki Beverly szerepét játszotta a WandaVízió című szitkomban.               |
| Stan Nielson     | Randy Oglesby                                         | Harsányi Gábor       | Orvos.                                                                                                |
| Evanora Harkness | Kate Forbes                                           | Kovács Nóra          | Agatha anyja.                                                                                         |
| Iryna Maximoff   | Ilana Kohanchi                                        | Tarr Judit           | Wanda és Pietro szülei.                                                                               |
| Olek Maximoff    | Daniyar                                               | Csík Csaba Krisztián | Wanda és Pietro szülei.                                                                               |
| Fiatal Pietro    | Gabriel Gurevich                                      | Vida Bálint          | Wanda testvére.                                                                                       |

## Epizódok
| Sor. | Év. | Cím                                                                           | Rendező      | Író                                | Premier                            |
| --- | --- | ----------------------------------------------------------------------------- | ------------ | ---------------------------------- | ---------------------------------- |
| 1. | 1.  | Élő közönség előtt, stúdióban felvéve (Filmed Before a Live Studio Audience)  | Matt Shakman | Jac Schaeffer                      | 2021. január 15. 2022. június 14.  |
| Az újonnan Westview városába költözött párt, Wandát és Víziót ismerhetjük meg az 50-es évek környékén. Vízió android, Wanda telekinézissel formálja a valóságot, de mindketten próbálják leplezni képességeiket és elvegyülni a szomszédok között. Egy nap észrevesznek egy rajzolt szívet a naptárban, de egyikük sem tudja miért van ott. Vízió a Computational Services Inc. nevű cégnél dolgozik. Mr. Hart, a főnöke emlékezteti a mai vacsorára, így Vízió azt gondolja, hogy a szív a vacsorára utal. (A Hart hasonlít az angol heart-ra ami szívet jelent). Wanda viszont úgy hiszi hogy az évfordulójuk napját jelképezi. Szomszédjuk, Agnes segít felkészülni az ünnepségre. Mr. Hart a vacsora közbe félrenyel és Víziónak muszáj bevetni képességét hogy megmentse. A zárójelenetben láthatunk egy hagyományos TV-t amin keresztül valaki a "WandaVízió" néven futó kitalált műsort néz. Az epizód reklámfilmje a Stark Industries által gyártott ToastMate 2000 kenyérpirítót hirdet. |     |                                                                               |              |                                    |                                    |
| 2. | 2.  | Ne kapcsoljon el! (Don't Touch That Dial)                                     | Matt Shakman | Gretchen Enders                    | 2021. január 15. 2022. június 14.  |
| A 60-as évek idején Wanda és Vízió furcsa zajokat hallanak házuk körül. A párnak Agnes segít a beilleszkedésben ezért a nő tanácsára az egyik városlakó, Dottie szervezése alatt futó tehetségkutató műsorba ők is beneveznek. Ezalatt Vízió polgárőrségi találkozón vesz részt, ahol véletlenül lenyel egy rágógumit. Wanda összebarátkozik egy másik szomszéddal, Geraldine-nal. Eközben Wanda furcsa dolgokat vesz észre a fekete-fehér világukban: egy sárga és piros játékhelikoptert; egy hangot a rádióban, amely úgy tűnik, hozzászól. Vízió ittasnak tűnik a lenyelt rágó miatt, ami megragadt az őt működtető fogaskerekek között. A tehetségkutatón felfedi képességeit a hibás működés miatt. Wanda saját képességeit használva egyszerű trükké változtatja a dolgokat. Wanda megjavítja Víziót és megnyerik a show-t. Hazatérésük után Wanda teherbe esik. Az epizód elején hallott zajokra ismét figyelmesek lesznek. Az utcán meglátnak egy furcsa méhészt, aki egy csatornafedél alól mászik elő S.W.O.R.D.-os ruhában. Wanda visszapörgeti a valóságot, hogy az alak ne jelenjen meg. A díszlet ezután a 70-es évekre változik és a kép színessé válik. Az epizód reklámfilmje Strücker órákat hirdet. |     |                                                                               |              |                                    |                                    |
| 3. | 3.  | Már színesben (Now in Color)                                                  | Matt Shakman | Megan McDonnell                    | 2021. január 22. 2022. június 14.  |
| A 70-es években járunk. A párnál Dr. Nielson jár aki azt mondja, Wanda négy hónapos terhes és minden rendben van. Vízió látja, hogy szomszédja, Herb átvágja a kőből készült falat. Mialatt Wanda és Vízió a születendő gyermekük nevéről vitáznak a nő terhessége hirtelen a hatodik hónapba ugrik. Amikor kezdődnek a fájdalmak, képességeit nem tudja irányítani és elkezd mozgatni dolgokat a házban. Geraldine megérkezik és segít Wandának megszülni az ikreket, Tommyt és Billy-t. Vízió kihallgatja Agnest és Herbet, akik Geraldine-ról pletykálnak. Furcsának tartják hogy most érkezett a városba és se otthona se családja nincs. Herb valamit el akar mondani a nőről, de Agnes elhallgattatja. Wanda mesél testvéréről, Pietróról új barátjának. Geraldine ezután elmondja, tudja, hogy Ultron ölte meg ikertestvérét. Wanda erre figyelmes lesz és észreveszi, hogy Geraldine egy kard emblémájú medált visel. Wanda ezután kilöki a nőt a Westview-et körülvevő energiaburokból. Kis idő múlva Geraldine-t körülveszik a S.W.O.R.D. ügynökei. Kiderül, hogy az egész várost és az ott élőket Wanda irányítja. Az epizód reklámfilmje Hydra fürdősót hirdet. |     |                                                                               |              |                                    |                                    |
| 4. | 4.  | Megszakítjuk adásunkat (We Interrupt This Program)                            | Matt Shakman | Bobak Esfarjani és Megan McDonnell | 2021. január 29. 2022. június 14.  |
| Monica Rambeau, S.W.O.R.D. ügynök a Stark általi "pittyentés" hatására visszatér az életbe, de rá kell jönnie hogy amíg ő távol volt anyja rákban meghalt. Három héttel később Monica visszatér dolgozni. Tyler Hayward a S.W.O.R.D. igazgatója elküldi Jimmy Woo FBI ügynökkel együtt egy eltűnt személy ügyében New Jersey-i Westview-ben. Felfedeznek egy hatszögletű CMBR mezőt, amely körülveszi az említett várost, ahová Monica bemegy. 24 órán belül a S.W.O.R.D. létrehoz egy bázist a város körül. Dr. Darcy Lewis tanulmányozza a jelenségeket és egy hagyományos TV-n be is tudja hozni Wanda világát. (Ezt a kis jelenet volt látható az első rész legvégén). Ezt használják a városon belüli események megfigyelésére, megtudva, hogy Wanda a maga által kreált világba, ott élő lakosok elméjét vonta uralma alá. Kiderül az is hogy Monica "Geraldine"-ként jelenik meg a világban. Darcy és Jimmy sikertelenül próbálják használni a rádiót, hogy kapcsolatba lépjenek Wandával (Ez volt látható a második részben). Wanda kilöki Monica-t városból. Vízió épp ezután tér vissza a házba és Wanda egy pillanatra halotti alakjában látja őt újra. |     |                                                                               |              |                                    |                                    |
| 5. | 5.  | Különkiadás (On a Very Special Episode...)                                    | Matt Shakman | Peter Cameron és Mackenzie Dohr    | 2021. február 5. 2022. június 14.  |
| A 80-as években járunk. Wanda és Vízió az ikreket próbálják elaltatni de sehogy sem sikerül nekik. Agnes érkezik a segítségükre, de Vízió furcsája viselkedését. A fiúk hirtelen 5 évesek lesznek. A két gyerek egy kutyát talál a ház körül és meg akarják tartani. A szülők azt mondják majd ha 10 évesek lesznek tarthatnak kutyát. A fiúk ezért egyből 10 évesek lesznek és a kutya náluk marad. Agnes a Sparky nevet javasolja. Vízió a munkahelyén egy e-mailt olvas amiben a S.W.O.R.D. felfedi az igazságot Westview-ről. Vízió képes visszahozni az emberek valódi gondolatát amit meg is tesz az egyik munkatársán. Tőle megtudja hogy Wanda irányítja a várost és a benne élőket. A S.W.O.R.D. egy drónt küld a városba, amit Hayward Wanda likvidálására akar használni, de a nő kilép a mezőből, és figyelmezteti a férfit, hogy hagyja békén. Agnes holtan találja Sparkyt. Vízió szembesíti Wandát tetteivel de veszekedesük fébeszakad, amikor csengetnek hozzájuk és Pietro áll az ajtóban. Az adást nézve Darcy megjegyzi, hogy Pietrót "átformálták". (Ezzel arra utal hogy nem az Ultron korában játszó színész hanem az X-Men féle Pietrót alakító színész jelenik meg) Az epizód reklámfilmje Lagos papírtörülközőket hirdet. |     |                                                                               |              |                                    |                                    |
| 6. | 6.  | Új, félelmetesen izgalmas halloweeni epizód (All-New Halloween Spooktacular!) | Matt Shakman | Chuck Hayward és Peter Cameron     | 2021. február 12. 2022. június 14. |
| A 90-es évek végén és a 2000-es évek elején Wanda a családdal akarja tölteni az ikrek első Halloweenjét, de Vízió a polgárőrséggel fog járőrözni az utcán. Pietró apafiguraként velük tart. Tommy a szupergyorsaságot örökölte és az utcán Pietróval csínytevéseket hajtanak végre. Eközben a Vízió a házuktól távolabb kutat, és Westview lakóit "lefagyott" helyzetben találja, beleértve Agnest is. Vízió visszahozza Agnes igazi énjét, és elmondja neki, hogy Vízió valójában meghalt. Westview-n kívül Hayward megparancsolja Monicának, Darcy-nak és Jimmynek, hogy hagyják el a bázist, mert nem értenek egyet a Wanda támadására vonatkozó döntésével. Darcy betör a férfi számítógépébe és felfedezik, hogy végig nyomon követte Víziót, valamint azt is hogy az energia burok megváltoztatja Monica sejtjeit. Vízió megpróbál átlépni az energiamezőn, ám azonnal elkezd darabjaira hullani. Billy anyja képességeit örökölte ezért megérzi hogy apja bajban van és ezt elmondja anyjának. Pietró megjegyzi hogy a halott férje nem tud újra meghalni. Wanda kitágítja a hatszögletű falat így megmentve Víziót, de eközben számos S.W.O.R.D. ügynököt és Darcy-t is bekebelezi az energiamező. Az epizód reklámfilmje Yo-Magic joghurtot hirdet. |     |                                                                               |              |                                    |                                    |
| 7. | 7.  | A negyedik fal áttörése (Breaking the Fourth Wall)                            | Matt Shakman | Cameron Squires                    | 2021. február 19. 2022. június 14. |
| Wanda úgy dönt, hogy egy teljes napot szán csak magára. Agnes segít ebben és erre az időre Tommy-t és Billy-t átviszi magához. Eközben Wanda képtelen irányítani elméjét és a ház különböző részei folyamatosan változnak. Az előző részben a burok alá került ügynökök és Darcy cirkuszi dolgozóká alakultak. Vízió felszabadítja a lányt és átbeszélik a múltbéli történteket (hogyan halt meg és milyen események vezettek a jelen pillanatig). Westview-n kívül Monica és Jimmy találkoznak egy S.W.O.R.D.-os barátjukkal, aki biztosít egy járművet amivel Monica átléphet az energiaburkon. Ez sikertelen próbálkozásnak tűnik, így Monica védelem nélkül lép át a városba. Ez már sikerrel jár és észreveszi magán hogy a látása megváltozott. A nő figyelmeztetné Wandát hogy a S.W.O.R.D. vezető, Hayward, Víziót fegyverként akarja használni, de Agnes közbelép és Monicát felkéri a távozásra. A nő Wandát saját otthonába vezeti ahol Wanda a fiúkat keresi. Agnes azt mondja a pincében vannak. Wanda ott furcsa dolgokat vél felfedezni. Agnes felfedi magát mint Agatha Harkness és elárulja, hogy ő is egy boszorkány. Elmondja azt is hogy ő volt aki Pietrót ideküldte, valamit ő ölte meg Sparky is. A záróképen Agatha átveszi az irányítást Wanda felett. A stáblista közepén Pietro megzavarja a kutakodó Monicát, aki épp felfedezte Agatha búvóhelyét. Az epizód reklámfilmje Nexus antidepresszánsokat hirdeti. |     |                                                                               |              |                                    |                                    |
| 8. | 8.  | Az előző részekből (Previously On)                                            | Matt Shakman | Laura Donney                       | 2021. február 26. 2022. június 14. |
| Salemben járunk 1693-ban. Agathát egy boszorkányszövetség vádolja sötét mágia gyakorlásáért. A szövetség, akiket Agatha anyja vezet, halálra ítélik de próbálkozásuk sikertelen és a nő elszívja az életerejüket. A jelenben Agatha meg akarja tudni, hogy Wanda hogyan irányítja Westview-t, és hogyan volt egyáltalán képes ezt az egészet létrehozni. Fiaival tartja sakkban Wandát és arra kényszeríti, hogy újra átélje azokat az eseményeket ami idáig vezettek. Kiderül hogy a szitkom mintáját egy, a gyerekként kedvelt sorozatából vette, ami a The Dick Van Dyke Show volt. Az Ultron korából ismert történetet is újra láthatjuk, miszerint a szüleit egy bombatámadás ölte meg. Az is kiderül, hogy Wandának születése óta mágikus képességei vannak, amelyek felerősödtek, amikor kapcsolatba került az Elmekővel, amikor önkéntesként jelentkezett egy kísérletre. Ezenkívül Wanda felkereste a S.W.O.R.D. bázisát, hogy visszaszerezze Vízió holttestét, de Hayward igazgató nem adta át neki csak a búcsúzást engedte meg. Ezután bánatában elmegy Westview-be egy üres telekhez, amit Vízió vett abból a célból hogy ott éljék le a közös életüket. Itt létrehozza a robotot és a házukat valamint kialakítja a már ismert energiaburkot. Agatha arra jut, hogy Wanda a Káosz Mágiáját használja és Skarlát Boszorkánynak nevezi. A stáblista közepén Hayward aktiválja az eredeti Vízióból újból megépített testet. |     |                                                                               |              |                                    |                                    |
| 9. | 9.  | A sorozat fináléja (The Series Finale)                                        | Matt Shakman | Jac Schaeffer                      | 2021. március 5. 2022. június 14.  |
| A történet ott folytatódik ahol az előző rész abbamaradt. Agnes az ikreket varázserővel tartja fogva és ezzel akarja rávenni Wandát adja át neki az erejét mert nem tud bánni vele. Wanda hamar kiszabadítja az ikreket és elindul a harc a két boszorkány között. Eközben a fehér Vízió megérkezik a városba és összecsap a Wanda által létrehozott Vízióval. Agatha felszabadítja Westview lakóit Wanda irányítása alól, akik szinte rátámadnak Wandára és követelik, hogy engedje el őket. Wanda elkezdi kinyitni a burkot így kiszabadítva az embereket. Amíg az energiamező nyitva van addig Hayward és más S.W.O.R.D. ügynökök bejutnak a varosba. Az energiamező felbomlása miatt Vízió és az ikrek elkezdenek szétesni, ezért Wanda ismét lezárja a burkot. Monica Pietró fogságában van, de a nő megszabadítja Agnes bűbájától, aki egy nyaklánc segítségével uralkodott rajta. A fiú neve eredetileg Ralph Bohner, akit Agnes mindig a férjének állított be. Később a nő és az ikrek megállítják a S.W.O.R.D. ügynököket viszont Hayward rálő az ikrekre, de Monica új képességét felhasználva a testén átengedi a golyókat és megállítja őket. Darcy is színrelép és csapdába ejti a menekülő Haywardot. A két Vízió csatája egy ponton megtorpan és a kreált Vízió visszaállítja fehér Vízió emlékeit. Ezután fehér Vízió elrepül. Wanda és Agatha csatája odáig fajul hogy a nő megszerzi Wanda minden erejét és rámérné az utolsó csapást. Viszont ez nem sikerül mert Wanda rúnákat használva (azon a helyen ahol a rúnák vannak csak az varázsolhat aki ezeket létrehozta) átverte Agathát és minden erejét visszaszerzi majd csapdába ejti a városban mint Agnes. Wanda végül úgy dönt, hogy elengedi új családját és elbúcsúzik tőlük, ezután megszünteti az energiamezőt. A záróképen Wanda felveszi a Skarlát Boszorkány alakot és elrepül egy ismeretlen helyre. A stáblista közepén látható, hogy Haywardot letartóztatják. Monicát egy Skrull ügynök értesíti arról, hogy anyja egy régi barátja, avagy Nick Fury találkozni akar vele az űrbázison. Egy másik jelenetben Wanda látható a hegyekben ahol egy faházban él és teázgat. Egy másik szobában viszont asztrális formájában látható amint tanulmányozza a Setét Könyv nevezetű sötét mágiát tartalmazó könyvet. Végül meghallja fiai segítségkérő kiáltását. |     |                                                                               |              |                                    |                                    |